# Равлик на схилі
«Равлик на схилі» (рос. Улитка на склоне) — науково-фантастичний сюрреалістичний роман братів Стругацьких написаний 1965 року. Вперше був повністю опублікований 1972 року.
Назва твору відсилає до вірша (хайку) Ісси, який є епіграфом.
|  | Тихо, тихо повзи Равлику, схилом Фудзі Вгору, до самих висот! |

## Сюжет
Роман описує два світи: Ліс із захованими у ньому Селами й Містом та Управління. І там і там живуть люди, але за своїми правилами та законами. Повість складається з двох окремих частин, глави яких чергуються. Перша — від особи Кандида, дослідника, гелікоптер якого розбився посеред Лісу і який тепер поступово перетворюється у мешканця одного з Сіл. Друга — від особи Перця, співробітника Управління, який хоче потрапити до Лісу.

### Управління
Лінгвіст Перець служить в «Управлінні у справах Лісу». Проте в Ліс він потрапити не може, оскільки йому не дають пропуску, як і виїхати на материк, бо автомобіль буде вільний «завтра». Перець спостерігає за Лісом з краю урвища, його знаходить Клавдій-Октавіан Домарощінер із Управління Викорінення. З шофером Тузиком вони повертаються в Управління, де обговорюють поставку електропилок, існування русалок в Лісі та інші речі в дивній манері. Начальник групи Наукової охорони Кім дорікає Перцю, що той нічого не робить для наукового пояснення дивних явищ Лісу, як «стрибаючі дерева» чи русалки.
Життя в Управлінні сповнене бюрократії та імітацією важливої роботи. Мову Директора працівники можуть чути через персональні телефони, але кожен чує різне. Управління всіляко намагається використати Ліс, як то вирубати чи написати про нього дисертацію, але не жити в ньому. Також в ньому виловлюють роботів-втікачів, зав'язуючи собі очі аби «не побачити зайвого» і отримують зарплату на станції в Лісі, їздячии туди всюдиходом. Це лишається для Перця єдиною можливістю побачити Ліс зсередини.
Переночувавши в Алевтини, жінки яка закохана в нього, Перець наранок виявляє, що став директором і від нього чекають дій. Він відмовляється підписувати Директиву про покарання співробітників за абсурдні «злочини» як «допущення враження себе блискавкою». Перець замість цього видає «Наказ співробітникам групи Викорінення Лісу самовикорінитися в найкоротші терміни».

### Ліс
Кілька років тому Кандид, дослідник Лісу, розбився на вертольоті та втратив пам'ять. Його виходили аборигени Села, котрі так само як і Кандид не розуміють за якими законами живе Ліс, проте підкоряються їм. Кандид періодично згадує минуле і намагається вийти з Лісу в пошуках Міста, про яке чув від аборигенів, але безуспішно.
До Кандида приєднується видана йому дружина Нава, матір якої забрали Мертв'яки, що крадуть жінок. Кандид і Нава зустрічають жінок Славних подруг, котрі керують Лісом та Мертв'яками і посилають цих істот за новими жінками, аби зробити їх подібними на себе. В одній з них Нава впізнає свою матір. Наву силоміць забирають, щоб зробити Славною подругою, а Кандид, убивши Мертв'яка, приставленого до нього, повертається в Село. Там він розуміє, що його місце тут, і що він ніколи не бачив Управління зі сторони, а аборигени — Лісу. Кандид лишається жити в Селі та вирішує відшукати станцію Управління.

## Проблематика твору
Повість перетинаються з іншим творами братів Стругацьких за багатьма темами. Тут і тема обов'язкової деградації ідеалів як окремої людини, так і суспільства, і бюрократія з користолюбством під маскою красивих лозунгів, і традиційне для братів Стругацьких протиставлення інтересів суспільства та долі звичайної людини. Окремо ще поставлена проблема пізнання світу, який ніби ось весь перед нами, але насправді зовсім незнайомий.

## Видання українською
- Борис Стругацький, Аркадій Стругацький. Равлик на схилі / пер. Наталія Фурса. Komubook, 2020. 260 с.